# 1942年葡萄牙总统选举
1942年2月8日，葡萄牙举行总统选举。奥斯卡·卡尔莫纳在没有竞争对手的情况下第三次连任。

## 结果
| 候选人          | 票数    | %    |
| --------------- | ------- | ---- |
| 奥斯卡·卡尔莫纳 | 653,754 | 100  |
| 空白票和无效票  |         | –    |
| 总计            | 829,042 | 100  |
| 投票率          | 909,790 | 91.1 |
| 来源：          |         |      |